# 青森県道217号貝守斗内線
青森県道217号貝守斗内線（あおもりけんどう217ごう かいもりとないせん）は、青森県三戸郡三戸町を通る一般県道である。

## 概要
三戸町貝守で青森県道143号南部田子線から南へ分岐して三戸町斗内で国道104号に合流する路線である。

### 路線データ
- 起点：三戸郡三戸町大字貝守[1]
- 終点：三戸郡三戸町大字斗内[1]

## 歴史
- 1961年（昭和36年）2月10日 - 県道に認定される[1]。

## 地理

### 交差する道路
- 青森県道143号南部田子線（三戸郡三戸町大字貝守、起点）
- 国道104号（三戸町大字斗内、終点）